# Línguas kwa
As línguas kwa ou cuás  constituem um ramo da famílias de línguas nigero-congolesas faladas no sudeste da Costa do Marfim, em Gana, Togo e Benim e em parte do sudoeste de Nigéria. O nome foi introduzido em 1885 por Gottlob Krause, africanista e linguista alemão, sendo depois utilizado por Westermann e retomado por Greenberg, nos anos 1950. Segundo Westermann, o termo 'kwa' deriva da palavra correspondente a "gente", em muitos desses idiomas.
Análises recentes não consideram as línguas kwa como uma unidade genética, tal como teria sido proposto inicialmente. Na nova classificação, o iorubá e o ibo colocam-se na subfamília benue-congo, e as demais línguas kwa agrupam-se como "novo kwa", para evitar confusão com o antigo subgrupo.

## Línguas kwa
Os seguintes idiomas fazem parte deste grupo:
- Línguas bês
- Língua adele
- Língua acã
- Língua ga (também chamado Línguas ga-dangme)